# Qu Bo (escritor)
Qu Bo (en chino simplificado, 曲波; pinyin, Qǔ Bō; 1923–2002) fue un novelista chino. Su nombre puede ser transcrito también como Chu Po. Su primer libro, Tracks in the Snowy Forest (Huellas en el bosque nevado; 林海雪原) lo convirtió en uno de los autores más populares de su país. Su literatura se basa principalmente en sus vivencias como miembro del ejército chino que combatió en la segunda guerra sino-japonesa y en la guerra civil china.

## Biografía
Qu Bo nació en una población llamada Zaolinzhuang (en chino simplificado, 枣林庄), en el condado de Huang (actualmente Longkou), al noreste de la provincia de Shandong. Inicialmente ingresó en una escuela privada, donde desarrolló una predilección por la escritura clásica china y adaptó excelentes habilidades lingüísticas. Su padre, Qu Chunyang (en chino simplificado, 曲春阳) y su madre, Qu Liushi (en chino simplificado, 曲刘氏) eran dueños de un pequeño negocio de textiles, que tuvo que cerrar tras el auge de los textiles occidentales en China.
En 1938, a la edad de 15 años, abandonó el hogar y peleó en contra de la invasión japonesa, en el marco de la segunda guerra sino-japonesa. Oficiales del ejército cambiaron su nombre de nacimiento, Qu Qingtao (en chino simplificado, 曲清涛) a Qu Bo, nombre que les era más sencillo de recordar. Qu Bo cursó estudios en la Universidad Militar y Política Japonesa con sede en Shandong y se convirtió en periodista de uno de los periódicos del ejército llamado "The Progress" ("El progreso"). Dicho ejército se convirtió en el reconocido Ejército Popular de Liberación luego de la rendición nipona, y Qu Bo continuó luchando en la guerra civil china en el noreste del país, protegiendo a los civiles de los delincuentes. En el ejército, inicialmente fue docente de literatura, comisario político y finalmente se convirtió en coronel. En 1946 contrajo matrimonio con Liu Bo (en chino simplificado, 刘波), enfermera de uno de los cuarteles del ejército. Durante el régimen comunista que imperó en China después de 1949, Qu Bo trabajó en la industria ferroviaria hasta su retiro y vivió en Pekín durante el resto de su vida.
Qu Bo fue miembro activo de la Asociación de Escritores de China y fue reconocido como uno de los escritores contemporáneos en la historia de la literatura de China. Sin embargo, nunca abandonó su trabajo en la industria ferroviaria y solo se dedicó a escribir artículos y novelas en su tiempo libre. Viajó a Rusia, Pakistán e Inglaterra como autor y como director industrial. Sus novelas fueron llevadas a la pantalla grande, presentadas en la ópera de Pekín y en formatos televisivos.

### Novelas
Tracks in the Snowy Forest (en chino simplificado, 《林海雪原》) (1957), People’s Literature Publishing House 人民文学出版社. Historia de un grupo de soldados en medio de una misión en las nevadas montañas, enfrentándose a una horda de delincuentes.   
1.560.000 copias de (en chino simplificado, 《林海雪原》) fueron impresas durante 1957 y 1964 en tres ediciones. La novela fue traducida al inglés, ruso, japonés, coreano, vietnamita, mongol, noruego y árabe. En 1960 se realizó una adaptación cinematográfica de la misma. Otra adaptación, titulada The Taking of Tiger Mountain (La toma de la montaña del tigre) fue estrenada el 23 de diciembre de 2014.
Roar of the Mountains and the Seas (en chino simplificado, 《山呼海啸》) (1977), China Youth Press 中国青年出版社. Una historia de aventura y romance ambientada en la provincia de Shandong durante la segunda guerra sino-japonesa. La novela se finalizó previo a la revolución cultural y su publicación fue pospuesta por más de diez años.
Qiao Longbiao (en chino simplificado, 《桥隆飚》) (1979), People’s Literature Press 人民文学出版社. Historia de un héroe patriota que fue enlistado en las fuerzas comunistas durante la guerra contra el Japón. La novela fue terminada antes del auge de la revolución cultural y también fue publicada diez años después de su finalización. 
Stele of Rong E (en chino simplificado, 《戎萼碑》) (1977), Shandong People’s Publishing House 山东人民出版社. Una historia que refleja la importancia de la mujer china en la guerra contra el Japón.

### Historias cortas
La mayoría de ellas eran reflejos de la vida cotidiana y de su labor en la industria ferroviaria, por ejemplo, (en chino simplificado, 《热处理》) (1959) y (en chino simplificado, 《争吵》) (1960).